# Lindsay y Sidney Greenbush
Lindsay y Sidney Greenbush son dos ex actrices estadounidenses, gemelas, que alcanzaron una enorme popularidad en la década de 1970 por interpretar indistintamente el papel de Carrie Ingalls en la famosa serie de televisión Little house on the prairie (La casa de la pradera), desde su estreno 11 de septiembre de 1974 hasta su cancelación el 10 de mayo de 1982.

## Biografía
Las niñas fueron seleccionadas, con tan sólo cuatro años para dar vida a la menor de las hijas de la célebre Familia Ingals. Durante ocho años (1974-1982), Lindsay y Sidney aparecieron semanalmente - bajo el crédito de Lindsay Sidney Greenbush en la pequeña pantalla estadounidense y de las decenas de países en los que se emitió esta producción, siempre con gran éxito. 
Tras el final de la serie su carrera artística no consiguió despegar. Sidney intervino en una película llamada Hambone and Hillie. Por su parte, Lindsay hizo una aparición en un episodio de la serie Matt Houston.
Ambas abandonaron la interpretación siendo adolescentes. Lindsay ha dedicado su vida al deporte y practica el boxeo aficionado. Por su parte, Sidney se dedica a la cría de caballos y al diseño de joyas.